# El Abra (Filipinas)
El Abra es una provincia de las Filipinas situada en la región de La Cordillera, en la isla de Luzón. Su capital es Bangued y limita al norte con Ilocos Norte y Apayao, con Ilocos Sur y La Montaña al Sur, Ilocos Norte e Ilocos Sur al oeste y Kalinga y Apayao al Este.

## Geografía
El Abra está rodeado por las elevadas sierras de Ilocos, en el oeste y de la Cordillera Central en el este. Tiene un terreno muy accidentado, con montañas y colinas que ascienden a lo largo de su perímetro y también en el interior. Las llanuras están siendo desviados por río del Abra, que fluye hacia el norte desde Monte Data, en la provincia de La Montaña.

## Demografía
Los habitantes de El Abra son principalmente descendientes de los colonos ilocanos y miembros de la tribo de los Tinguianos. En 2005, la población de la provincia era de 211.095.
Los lenguajes predominantes son el Ilocano y el Itneg. Basándose en el censo de 1995, el Ilocano es generalmente hablado por el 73.65% de la región, el 25.18% habla el Itneg, el 0.16% habla el filipino y el 0.54% restante habla otros dialectos.

## Economía
En 1990, había 743 industrias caseras en El Abra, de las que 208 estaban registradas con el Departamento de Comercio e Industria de Filipinas. El 59% se ocupan en la construcción de embarcaciones de bambú y ratán, ambas industrias líderes en la zona.
En 1992, la industria de tintes naturales, junto con los telares y los bordados, fueron revividos por el exgobernador Ma. Zita Claustro-Valera, la primera mujer gobernadora de El Abra.
La economía de El Abra está basada en la agricultura. Sus principales cultivos son el arroz, el centeno y las raíces. Comercialmente producen café, tabaco y coco. Las zonas extensas de pradera y pastoreo son utilizadas para el ganado.

## Historia
Los primeros habitantes de El Abra fueron los antepasados de los Bontocs y los Ifugaos. Estos habitantes eventualmente dejaron  instalarse en el antiguo Provincia de Montaña. Otros primeros habitantes fueron los Tingguians, o Itnegs, como también son conocidos. 
En 1598 una guarnición española se estableció en Bangued para proteger a los Ilocanos que fueron evangelizados de Tingguian redadas. Durante la invasión británica, Gabriela Silang y su ejército huyó a El Abra de Ilocos y la continuación de la revuelta iniciada por su esposo asesinado, Diego Silang. Ella fue capturado y colgado por el español en 1763. 
En 1818 la región de Ilocos, incluso El Abra, se dividió en dos: Ilocos Norte e Ilocos Sur. El Capitán Don Ramón Tajonera explora la zona montañosa a fin de mejorar el itinerario entre Ilocos a Cagayán. Sus informes, estudios topográficos y recomendaciones contribuyeron de manera importante a la creación primero y después al desarrollo de la Provincia de El Abra, creada por decreto segregando este territorio de Ilocos. 

"... Considerando que por la demasiada extension de la provincia de Ylocos Sur, su mucha población, y la dificultad de sus comunicaciones con el partido llamado del Abra, no ha podido ser esta interesante parte de dicha provincia mirada por los Alcaldes mayores que la han mandado, con todo el esmero que se merece penetrado de los perjuicios que de este abandono resultan a la completa civilización de los pueblos infieles, que contribuyen mas o menos a las cargas del estado;considerando lo que esto retarda la reduccion de las otras tribus feroces, que aún no reconocen el gobierno de S. M. la tranquilidad y seguridad de las sometidas, el adelanto en la agricultura y Comercio, de que es susceptible aquel hermoso pais; teniendo en cuenta los perjuicios del Erario, por las muchas ocultaciones de tributos, imposibles de descubrir en el aislamiento en que se halla aquel territorio, lo que exige la tranquilidad y bien estar de aquellos fieles habitantes, para preservarlos de las vejaciones, que sufren de los indios delegados por la autoridad para el empadronamiento y recaudacion, donde no hay ni Curas, que intervengan esas operaciones, en que lucran unicamente los Comisionados, que abusan imponemente de mil maneras de las facultades, que se les confieren; y hecho cargo de que los pocos adelantos que alli se notan datan del establecimiento del Comandante Militar de la 3a division, que aunque relevado anualmente, y mandando solo en una pequeña parte del dicho territorio, ejerse sin notable influjo sobre todo el, ya por que aquellos pueblos, atrasados en la cibilización, apenas respetan sino al que ven rodeado de la fuerza, o ya por que se les hace incomprensible una autoridad dividida entre el espresado Comandante, el Alcalde mor., el que manda las partidas en persecucion del contrabando, que ocupan una parte del Abra, y el gefe del pais de Ygorrotes (abreviación ininteligible, pudiera ser "dicho"): convencido por todo esto de la necesidad  de cortar los males que he tocado, de estender nuestra dominacion hacia la Cordillera, para asegurar la tranquilidad de los pueblos reducidos, dificultar el contrabando, aprovechar en beneficio de la Hacienda, el tabaco que producen aquellos montes, y fomentar las demas producciones de que son capaces aquellos escelentes terrenos, he venido en decretar lo siguiente, despues de haber oído en la materia al Sr. Asesor de Gobierno, a la Superintendencia Subdelegada de Hacienda de estas Yslas, que oyo a la Contaduria gral. de Ejercito de la misma, y a la Direccion de la Renta del Tabaco, y conformandome con las opiniones emitidas por dichas dependencias y con lo manifestado por el Real acuerdo en su voto consultivo de 5 del que rige..."
SUPERIOR GOBIERNO Y CAPITANIA GENERAL DE FILIPINAS: DECRETO DE CREACION DE LA PROVINCIA DE ABRA.

Se separan de la provincia de Ylocos Sur todos los pueblos Cristianos y rancherías de infieles pertenecientes a aquella, que se hallan comprendidos en lo que se llama 2a y 3a División de Igorrotes, con los cuales y los demás del centro de El Abra se crea una nueva provincia, que se dominara de El Abra y cuya Cabecera se establece por ahora en Bucay. Tajonera fue su primer gobernador. Entre  varias fases 1856 y 1864-1866 se desarrolla la Campaña de los Igorrotes. En 1846 El Abra se creó como una política militar de la provincia, con la también  Comandancia de Lepanto como un subconjunto de la provincia. Se mantuvo así hasta la llegada de los estadounidenses en 1899. 
Entre  varias fases 1856 y 1864-1866 se desarrolla la Campaña de los Igorrotes.
En 1908 la Comisión Filipina, una vez más, en el que figura en el anexo a El Abra Ilocos Sur, en un intento por resolver las dificultades financieras del Abra. Pero el 9 de marzo de 1917, la Asamblea de Filipinas Abra restablecido en una provincia. 
El sacerdote revolucionario, Padre Conrado Balweg, que luchó por los derechos de las tribus de la Cordillera, comenzó su cruzada en el Abra. Después con éxito la negociación de un acuerdo de paz con Balweg del grupo en 1987, el Gobierno de Filipinas creó la Región Administrativa de la Cordillera, que incluye Abra.

## Decreto de creación
Por el “Superior Gobierno de Filipinas”, con fecha de 9 de octubre de 1846 se establece que la provincia se compondrá de la Segunda y Tercera Divisiones de igorrote. Dice el decreto: 
“Se crea una nueva provincia que se dominará (sic) Abra y cuya cabecera se establece por ahora en Bucay…. La Provincia del Abra será mandada por un gobernador político y militar de la clase de capitán”

### Ubicación
| Noroeste: Ilocos Norte | Norte: Ilocos Norte | Noreste: Cagayán                                |
| Oeste: Ilocos Sur      |                     | Este: La Isabela                                |
| Suroeste: Ilocos Sur   | Sur: Lepanto        | Sureste: Bontoc, hoy La Montaña (La Cordillera) |

## Política

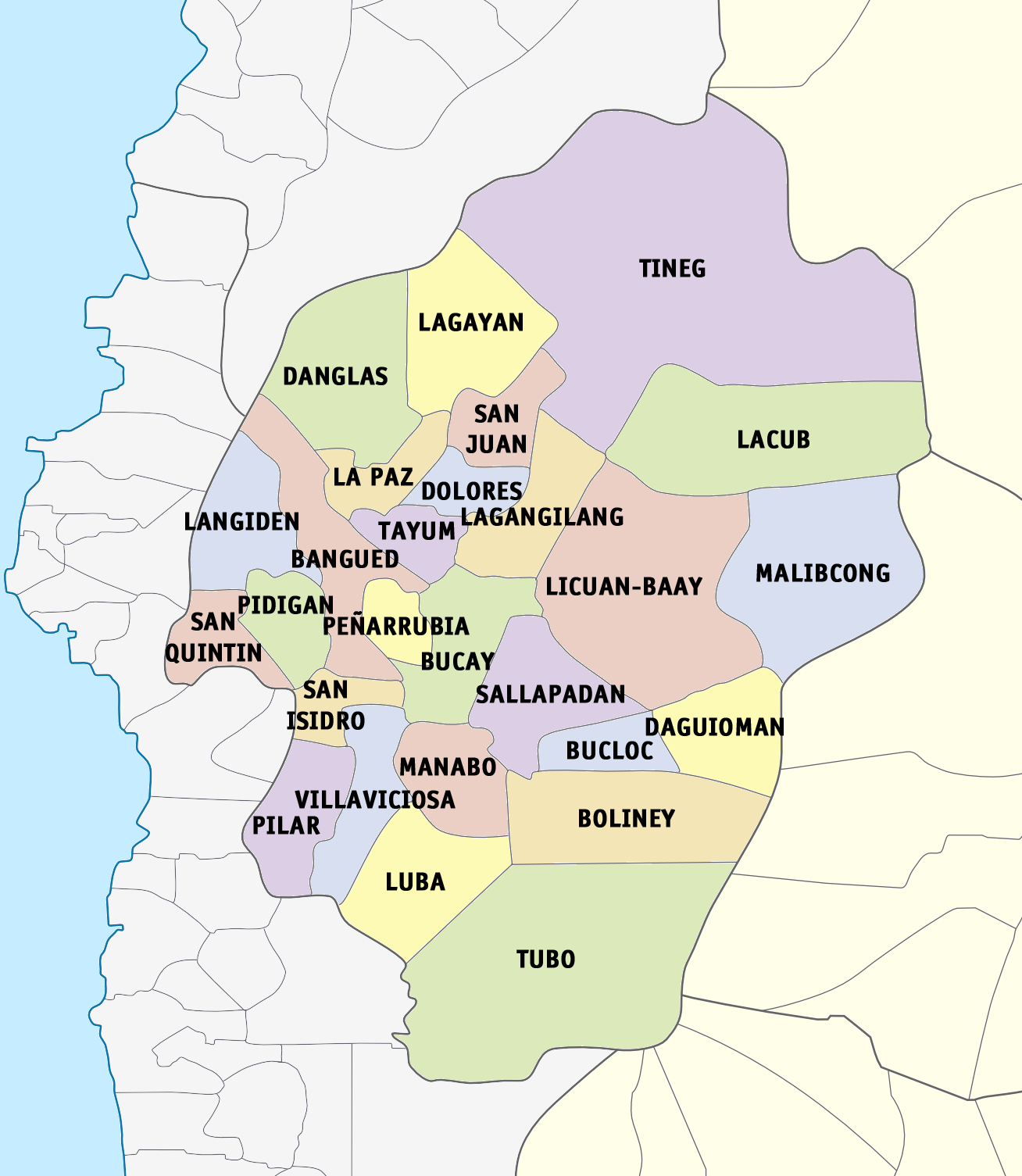
Los 27 municipios de El Abra

Está dividida en 27 municipios y 303 aldeas.
| Ciudad/Municipalidad | N.º de Barangays | Área (km²) | Población (2007) | Densidad (por km²) |
| -------------------- | ---------------- | ---------- | ---------------- | ------------------ |
| Bangued              | 31               | 105,70     | 46.179           | 436,9              |
| Boliney              | 8                | 176,40     | 3.349            | 19                 |
| Bucay                | 21               | 97,60      | 16.266           | 166,7              |
| Bucloc               | 4                | 48         | 2.227            | 46,4               |
| Daguioman            | 4                | 61         | 1.916            | 28,7               |
| Danglas              | 7                | 159,9      | 5.411            | 33,8               |
| Dolores              | 15               | 48,53      | 10.787           | 222,3              |
| La Paz               | 12               | 44         | 14.658           | 333,1              |
| Lacub                | 6                | 235,3      | 3.050            | 13                 |
| Lagangilang          | 17               | 86,7       | 13.490           | 155,6              |
| Lagayan              | 6                | 130,5      | 4.134            | 31,7               |
| Langiden             | 6                | 106,3      | 3.242            | 30,5               |
| Licuan-Baay          | 11               | 266,9      | 3.990            | 14,9               |
| Luba                 | 8                | 128,3      | 6.363            | 49,6               |
| Malibcong            | 12               | 216,10     | 3.354            | 15,5               |
| Manabo               | 11               | 91         | 10.538           | 115,8              |
| Peñarrubia           | 9                | 37,50      | 6.443            | 171,8              |
| Pidigan              | 15               | 49,2       | 11.280           | 229,3              |
| Pilar                | 19               | 86,1       | 9.792            | 113,7              |
| Sallapadan           | 9                | 99         | 6.370            | 64,3               |
| San Isidro           | 9                | 38,10      | 4.647            | 122                |
| San Juan             | 19               | 64,1       | 9.714            | 151,5              |
| San Quintin          | 6                | 56,6       | 5.341            | 94,4               |
| Tayum                | 11               | 42,7       | 13.360           | 312,9              |
| Tineg                | 10               | 793,7      | 4.317            | 6,3                |
| Tubo                 | 10               | 423,9      | 5.588            | 11,9               |
| Villaviciosa         | 8                | 87         | 5.147            | 59,2               |

### Elecciones al Congreso
El Distrito Legislativo de Abra, uno de los 212 distritos,  es la base de representación de la provincia de Abra, en la Cámara de Representantes de Filipinas.